# Tolumnia guianensis
Tolumnia guianensis är en orkidéart som först beskrevs av Jean Baptiste Christophe Fusée Aublet, och fick sitt nu gällande namn av Guido Jozef Braem. Tolumnia guianensis ingår i släktet Tolumnia och familjen orkidéer. Inga underarter finns listade i Catalogue of Life.